# Erziehungsheim Rathausen
Das Erziehungsheim Rathausen in Ebikon nahe Luzern war mit bis zu 230 Zöglingen eines der grössten Kinderheime der Schweiz. Es war in den Räumen eines ehemaligen Klosters untergebracht und existierte unter verschiedenen Namen, zuletzt als Kinderdörfli Rathausen, von 1883 bis 1989. Mehr als dreieinhalbtausend Buben und Mädchen haben in Rathausen einen Teil ihrer Kindheit verbracht. Die nachfolgend beschriebenen Verhältnisse stehen exemplarisch für die Zustände in vielen weiteren Heimen in diesem Zeitraum.

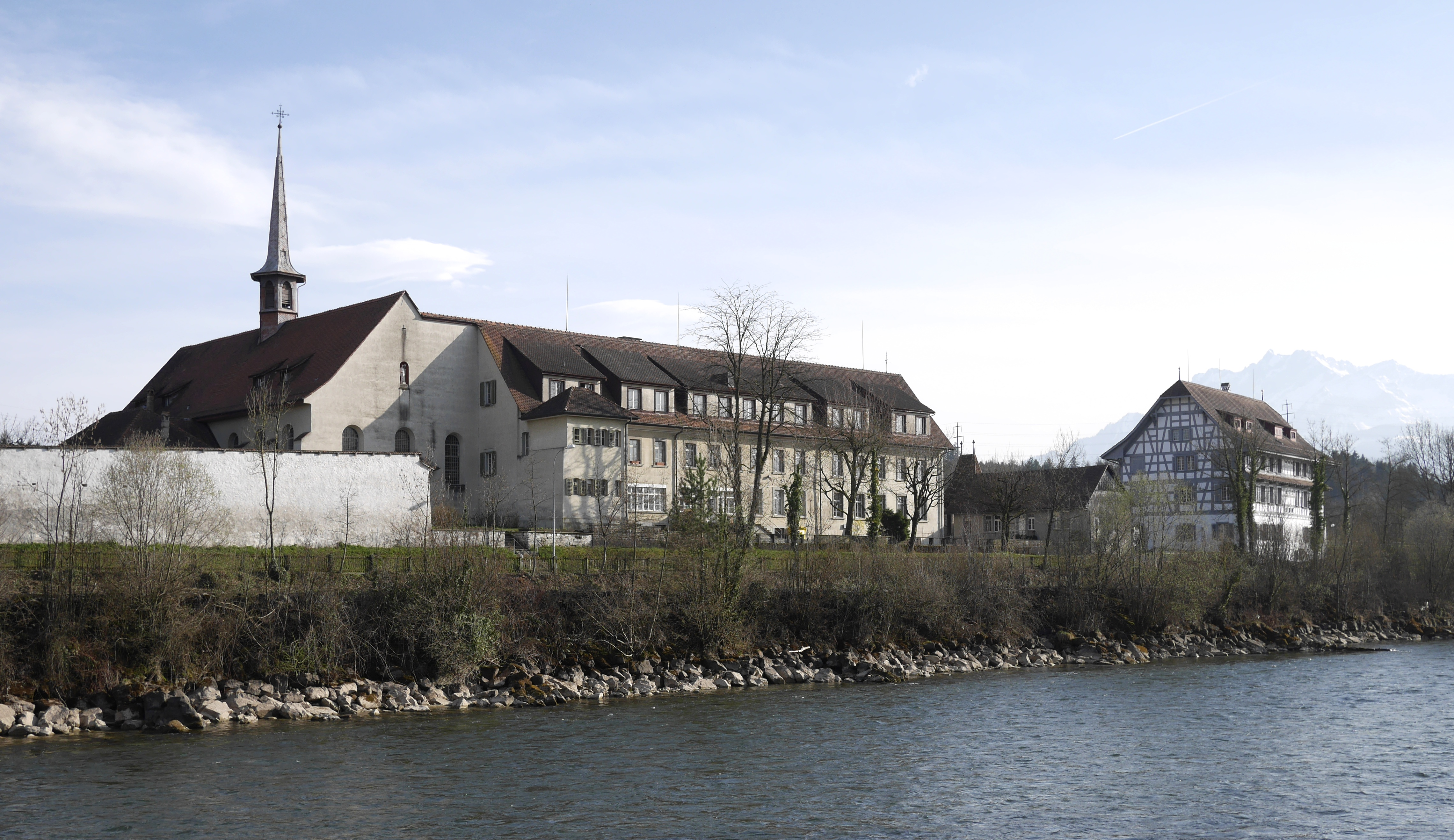
Ehemaliges Zisterzienserinnenkloster und Erziehungsheim Rathausen

## Geschichte
Im Ortsteil Rathausen in Ebikon wurde 1245 ein Zisterzienserinnenkloster gegründet. Im Zuge der Aufhebung des Klosters 1848 verstaatlichte der Kanton Luzern die Grundstücke der Klosteranlage. In den Folgejahren wurden die Räume für ein Lehrerseminar, zur Unterbringung internierter Bourbaki-Soldaten und als Heim zur Isolierung von Pockenkranken genutzt.
Der Grosse Rat des Kantons Luzern beschloss 1882 die Einrichtung der Verpflegungs- und Erziehungsanstalt armer Kinder in Rathhausen, die 1883 ihren Betrieb aufnahm. Sie war damals keine direkte Staatsanstalt, sondern wurde «unter Oberaufsicht des Regierungsrates einem Ausschuss von gemeinnützigen Männern» anvertraut. 1911 wurde die Anstalt in ein selbständiges öffentlich-rechtliches Institut umgewandelt. Im Jahr 1915 nannte es sich kant. Verpflegungs- und Erziehungsanstalt armer Kinder in Rathausen, 1934 kant. Erziehungsanstalt Rathausen und 1943 kant. Erziehungsheim Rathausen. 1951 entstand die private Stiftung Erziehungsheim Rathausen respektive Kinderdörfli Rathausen.
Ab 1983 wurden die leer stehenden Gebäude des Kinderdörflis Rathausen von der Stiftung für Schwerbehinderte (SSBL) genutzt, und 1989 ging die bisherige Stiftung in der 1971 gegründeten Stiftung für Schwerbehinderte (SSBL) auf.

## Leitung
Das Kinderheim stand bis 1976 unter der Leitung des katholischen Ordens der Barmherzigen Schwestern vom heiligen Kreuz (Ingenbohler Schwestern) mit einem Priester als Direktor. Die Organisationsstruktur der Anstalt führte dazu, dass de facto der Bischof des Bistums Basel den jeweiligen Direktor bestimmte.

## Tagesablauf
Der Tagesablauf in Rathausen war streng geregelt. Bis in die 1950er-Jahre prägte Arbeit einen grossen Teil des Heimalltags, später erhielten Spiel und Freizeit einen höheren Stellenwert. Neben dem Sportplatz stand auch ein Schwimmbecken zur Verfügung.
| Tagesordnung Sommerhalbjahr | Schulpflichtige Kinder                                             |
| --------------------------- | ------------------------------------------------------------------ |
| 5.15                        | Aufstehen, sich kämmen, waschen, ankleiden, Betten machen, wischen |
| 6.30                        | Morgengebet und Frühstück                                          |
| 7.15                        | Heilige Messe                                                      |
| 7.45                        | Beginn der Schule                                                  |
| 11.15 – 13.00               | Mittagessen, nachher abspülen, wischen, Gemüse rüsten, Erholung    |
| 13.00                       | Schule                                                             |
| 15.00                       | Schluss der Schule                                                 |
| 15.00 – 15.30               | Kaffee und Erholung                                                |
| 15.30 – 16.30               | Handarbeiten                                                       |
| 16.30 – 17.30               | Lernstunde                                                         |
| 17.30 – 18.30               | Nachtessen und Erholung                                            |
| 18.30 – 19.00               | Rosenkranz und Nachtgebet                                          |
| 19.00 – 20.00               | Erholung                                                           |
| 20.00                       | Nachtruhe                                                          |

## Schule
Die Heiminsassen konnten in der Anstaltsschule unterrichtet werden. Aus den Aufzeichnungen geht hervor, dass Schulbildung für die Heimleitung wenig Bedeutung hatte. Für Kinder aus den unteren sozialen Schichten war ein Leben als Magd oder Knecht vorgesehen. In Jahresberichten des Heimes ist immer wieder die Rede von den schwachen Schulleistungen der Zöglinge. Ehemalige Heiminsassen berichten, sie seien durch die Umstände am Lernen gehindert worden. Religiöser Unterricht und die Unterweisung in handwerklichen Fächern hätten einen grossen Stellenwert gehabt.

## Religiöse Praxis
Rathausen war eine katholische Anstalt: Eingebettet in das katholische Luzerner Milieu, geführt von einem Priester als Direktor und Ingenbohler Schwestern als Erzieherinnen und Lehrerinnen. Die Kirche galt als geeignet für die Führung der Anstalt und konnte auf eine lange Tradition im Erziehungswesen zurückblicken. Ehemalige Insassen bezeichnen die gelebte religiöse Praxis zuweilen als exzessiv. Nebst dem Beichtzwang nennen sie den häufigen Kirchenbesuch, aber auch den Religionsunterricht, der einen höheren Stellenwert als der Schulunterricht gehabt habe. Aus Veröffentlichungen der 1930er- und 40er-Jahre ist bekannt, dass der Direktor einen konservativen, antimodernistischen Kurs verfolgte und das Bild eines allwissenden, strafenden und angsteinflössenden Gottes vermittelte. Ein ehemaliger Insasse berichtet, in den 1940er-Jahren sei man am Sonntag vier Mal in die Kirche gegangen: in die Frühmesse, nach dem Frühstück folgte das Amt, am Nachmittag die Christenlehre und je nach Jahreszeit noch eine zusätzliche Andacht. Nach der täglichen Messe seien zusätzliche fünf Vater unser und drei Gegrüsst seist du, Maria für die Wohltäter verlangt worden. Morgen- und Tischgebete, Rosenkranz und Abendgebete vervollständigten den religiösen Tagesablauf. Vor den Schlafräumen gab es eine Andachtsecke zur Verrichtung des Abendgebetes.
Ehemalige Insassen verweisen auf die Diskrepanz zwischen dem religiösen Anspruch und dem Heimalltag mit den brutalen Strafen und den sexuellen Übergriffen.

## Milchhof
Das angegliederte landwirtschaftliche Gut, der Milchhof, erwirtschaftete einen Teil der Betriebskosten des Heimes und beschäftigte die Kinder mit Hilfsarbeiten. Einzelne Zöglinge berichten von harter Arbeit in Hof, Feld und Wald. Strafen im Heim wurden oft in Form von Arbeitseinsätzen auf dem Hof vollzogen. Die Arbeit an Sonntagen wurde weitestgehend als Strafarbeit von Insassen geleistet. Die Arbeit sollte die Kinder auf das spätere Leben vorbereiten, in den 1930er-Jahren galt auch noch die Devise, die Kinder sollten zu guten Dienstboten und Dienstbotinnen sowie landwirtschaftlichem Hilfspersonal erzogen werden.

## Aufsichtsorgane
Gemäss dem Reglement, das bis 1951 gültig war, oblag die Aufsicht über das Heim dem Regierungsrat des Kantons Luzern, der Weiteren Kommission und der Aufsichtskommission. Wie die spätere Untersuchung zeigte, waren die Zuständigkeiten nicht immer klar geregelt. In den Aufsichtsgremien wurden vorrangig Finanz- und Verwaltungsthemen behandelt. Hinweise darüber, dass die Aufsichtsorgane systematisch Kinder über den Alltag im Heim befragt hätten, finden sich keine. Beschwerden über die Zustände im Heim wurden keine protokolliert, weder von den Mitgliedern der Aufsichtskommissionen selber, noch von Schulinspektoren, Vormündern oder Armenbehörden. Ob keine Beschwerden vorkamen oder ob sie nicht protokolliert und weiter verfolgt wurden, ist heute nicht mehr eruierbar. Eine Ausnahme bildete der Vorstoss eines Vormundes aus dem Jahre 1949, der in der Folge zur «Anstaltskrise» in Rathausen führte. Im Verlaufe dieser Krise zeigte sich, dass sich die Organe die Verantwortung für die Missstände gegenseitig zuschoben.

## Gesellschaftlicher und rechtlicher Hintergrund
Die aus heutiger Sicht rigiden damaligen gesellschaftlichen Normen und die rechtlichen Grundlagen boten den Vormundschaftsbehörden bis in die 1970er-Jahre Rückendeckung für zahlreiche Heimeinweisungen. Die Herkunft als uneheliches Kind oder das Schicksal als Halb- oder Vollwaise oder Scheidungswaise genügten für die Anordnung einer Einweisung. Häufig wurden Kinder aus verarmten, kinderreichen Familien in Heimen untergebracht. Eine weitere Gruppe waren auffällige, schwer erziehbare oder straffällig gewordene Kinder und Jugendliche. Der Schutz vor «Verwahrlosung» – ein in der Praxis grosszügig ausgelegter Begriff – diente in vielen Fällen als Vorwand für eine Einweisung.
Die Unterbringung in kirchlich geführten Heimen war für die einweisenden Gemeinden billiger als andere Plätze. Die Anstalt in Rathausen konnte dank ihrer Grösse und des kirchlichen Personals besonders kostengünstig betrieben werden: Ein Platz kostete in den 1940er-Jahren lediglich 250 bis 500 Franken pro Jahr. Inflationsbereinigt (Stand 2014) beliefen sich diese Ansätze auf etwa 2000 bis 4000 Franken (1600 bis 3200 €) pro Jahr.

## Missbrauchsvorwürfe
Eine Weisung der Leitung der Barmherzigen Schwestern vom heiligen Kreuze aus dem Jahre 1926 lautete: Körperliche Strafen sollen stets mit grosser Vorsicht gegeben werden. Das Schlagen auf den Kopf, auf den Mund oder auf den Rücken, Reissen an den Ohren und Haaren ist für Ordensschwestern unwürdig.
Zeugen belegen, dass in Rathausen diese Weisung systematisch missachtet wurde. Zum Heimalltag gehörte eine weit verbreitete Misshandlungspraxis: Stockhiebe, simuliertes Ertränken (Waterboarding), Einsperren – teils mehrere Tage lang – im Chrutzi, einem dunklen Verlies ohne Bett, und sexuelle Übergriffe.
Kinder aus sozial benachteiligten Familien oder von nicht verheirateten Müttern waren gesellschaftlich weitgehend geächtet. Der tiefe soziale Status entzog ihnen den Schutz gegen aus heutiger Sicht ungerechtfertigte Weisungen der Behörden. Nach einer Heimeinweisung waren sie dem Risiko von Übergriffen ausgesetzt und in gewisser Weise Freiwild ihrer Betreuer, besonders wenn sie keine Angehörigen hatten. Die Kinder verfügten über keine wirksamen legalen Mittel, um sich gegen Angriffe auf ihre persönliche Integrität zu wehren. Heime, Vormünder und Vormundschaftsbehörden bildeten eine Art Interessengruppe, die sich gegen die Mündel durchzusetzen wusste. Beschwerden der Kinder liefen im Kreis: Klagen bei der Heimleitung gegen den Vormund wie auch beim Vormund gegen die Heimleitung liefen ins Leere oder zogen eine Bestrafung nach sich. Die Kinder wurden systematisch entmutigt, sich zu wehren. Bei Gesprächen der Kinder mit ihren Aufsichtspersonen, beispielsweise einem Vormund, waren meist Vertreter des Heimes anwesend. Die Kinder konnten sich deshalb nicht frei äussern. Ihr Briefverkehr wurde zensuriert. Fluchten bewirkten wenig: In ihren Meldungen an die Heime und Vormünder erwähnte die Polizei in manchen Fällen kritische Aussagen der Flüchtenden. Diese Klagen wurden als unbegründet abgewiesen.
Sofern sich die Kinder körperlich gegen Angriffe wehrten, konnten sie selbst dann bestraft werden, wenn aus rechtlicher Sicht Notwehr gegen den Übergriff eines Erwachsenen vorlag. Aus Rathausen sind Vorsprachen von Zöglingen bei den Behörden belegt. Diese Beschwerden hatten, wie Meldungen der Polizei nach Fluchten, keine Folgen für das Heim.
Die religiöse Erziehung zielte unter anderem darauf ab, den Kindern selbst die Schuld für ihre missliche Situation zuzuschieben. Thesen führender Wissenschafter aus dem Umfeld der Jugendpädagogik der ersten Hälfte des 20. Jahrhunderts stützten die harsche Praxis der Vormundschaftsbehörden und Heime.

## Untersuchung der Verhältnisse im Heim im Jahre 1949
Die Beschwerde eines Winterthurer Amtsvormundes über die Misshandlung seiner Mündel führte zur Bildung einer Kommission, welche die Verhältnisse im Heim untersuchte. Der Bericht der Expertenkommission von 1949 zu Handen des Gemeindedepartementes und der Aufsichtskommission über das Heim in Rathausen bemerkte unter anderem:

«Zusammenfassend ist über die Einvernahme des Personals des Erziehungsheims und des Gutsbetriebes zu sagen, dass überhaupt kein heilpädagogisch ausgebildetes Personal vorhanden ist und Erzieher und Erzieherinnen sich ihrer verantwortungsvollen Aufgabe gegenüber den Kindern nicht ganz bewusst sind. Direktor und Präfekt, die die geistige Leitung dieser grossen Institution sein müssten, sind in erster Linie strafende Götter. Die noch vorhandenen pädagogischen Interessen bei den Schwestern und ihre inneren Bindungen zu den Kindern müssen unter dem Druck der unzulänglichen Verhältnisse und einer zu starken arbeitsmässigen Beanspruchung verkümmern. Sie werden zu Polizisten, wenn sie in ihren viel zu grossen Gruppen Ordnung halten wollen.»

Die Ergebnisse der Expertenkommission führten zur Entlassung des Direktors Gottfried Leisibach. In seiner Stellungnahme zur Tätigkeit in Rathausen hielt er unter anderem fest:

«Mein ganzes Erziehungswerk war im Christentum verankert.[…] In der Bestrafung der Kinder berufe ich mich auf göttliches Recht.»

Die Zeit nach der Entlassung Leisibachs führte zu einer gewissen Verbesserung der Verhältnisse in den 1950er-Jahren. Nachfolger Anton Sigrist war bei einem Teil der Zöglinge gefürchtet wie sein Vorgänger, andere anerkennen seine Reformbestrebungen.

### Strafverfahren
Im Nachgang zur Untersuchung von 1949 erfolgte ein Strafverfahren gegen einen weltlichen Angestellten des Heimes. Er wurde wegen sexueller Übergriffe, der wiederholten Misshandlung und Vernachlässigung eines Kindes verurteilt. Als strafrechtlich relevant beurteilte das Kriminalgericht des Kantons Luzern Schlagen des Zöglings auf den Boden, Faustschläge ins Gesicht, bis es blutete, Untertauchen des Oberkörpers in den Brunnen, Schläge mit einem Schuh, einem Stock und einem Viehhalfter, nicht aber Ohrfeigen, Schläge mit einer Heugabel auf den Rücken und mit der flachen Hand auf das nackte Gesäss.
In Verdachtsfällen gegen Priester und Ordensfrauen wegen sexueller Übergriffe scheint seitens der Justizbehörden eine Unschuldsvermutung wegen der zölibatären Lebensweise der Kirchenleute geherrscht zu haben.

## Filmdokumentation
Beat Bieri: Kindergeschichten – Misshandelt nach göttlichem Recht, ist ein aktualisierter Dokumentarfilm von SF I, gesendet am 27. September 2012, Länge 50:32.
Der Dokumentarfilm beruht auf Zeugenaussagen ehemaliger Zöglinge in Rathausen. Die nachfolgend erwähnten Sequenzen vermitteln ein Bild aus dem Heimalltag und dem Leben nach der Entlassung aus der Anstalt.
| Sequenz | Inhalt |
| ------- | --- |
| 2:30    | Zuteilung von Verdingkindern, die keine Angehörigen hatten, an Bauern der Region. |
| 7:10    | Misshandlung durch einen Vikar, Schlag mit Messinglineal auf Schädeldecke mit bleibenden Folgen, die Heimleitung verschleiert dem Arzt gegenüber den wahren Grund der Verletzung. |
| 14:10   | Entwürdigende Zurschaustellung von Bettnässern. |
| 17:55   | Pädophile Übergriffe und Schläge mit dem Rohrstock durch den Priester und Direktor Gottfried Leisibach. |
| 25:30   | Tod von Bertha Bucher nach Schlägen durch Sr. Ursula im Herbst 1928 in Rathausen, Vertuschung der Todesursache, die ältere Schwester des Opfers wird durch die Oberin durch Arrest zum Schweigen gezwungen. |
| 27:30   | Paul Wildi wird 1929 durch die gleiche Nonne eine Treppe hinunter geworfen und getötet, die Todesursache wird wiederum vertuscht. |
| 32:15   | Einschüchterung durch den aggressiven Hund Leisibachs. |
| 34:30   | Pädophile Übergriffe und Schläge durch Leisibach. |
| 35:30   | Auszug aus dem Bericht der Expertenkommission von 1949. Er stellt unhaltbare Zustände in Rathausen fest: „Direktor und Präfekt [...] sind in erster Linie strafende Götter [...] Man habe den Eindruck, dass diese primitiven Strafmassnahmen die hauptsächlichsten pädagogischen Handlungen darstellen. Die Strafe ist in Rathausen zu einer Gewohnheit, zu einem System geworden, auch sie ist ein Teil des in einer Schablone festgefahrenen Massenbetriebes.“ |
| 39:20   | Schwestern verprügeln zu dritt einen Zögling. |

Reaktionen auf den Film: "Lügt da jemand?" – Beat Bieri über seinen Dokumentarfilm und die Reaktion einer ehemaligen Heiminsassin, welche die Zustände in Rathausen in Abrede stellt.
Der Schlussbericht der unabhängigen Expertenkommission Ingenbohl nimmt Stellung zu den im Film geschilderten Todesfällen in Rathausen:
Im Fall Bucher kommt er zum Schluss, dass die Aktenlage keine schlüssigen Beweise für die wahre Todesursache liefert. Als gesichert gilt die Tatsache, dass das Mädchen nicht in Spitalpflege verbracht wurde, obwohl es offensichtlich in Todesgefahr schwebte. Ob mit diesem Vorgehen etwas vertuscht werden sollte, bleibt ungeklärt. Das im Film erwähnte Tagebuch der Schwester des Opfers entstand nicht während des Heimaufenthaltes, sondern etwa 60 Jahre später als Lebenslauf. Die Schwester von Bertha Bucher war zur Zeit der Niederschrift etwa 75 Jahre alt.
Der gleiche Bericht widerlegt die im Film genannte Ursache für den Todesfall Paul Wildi. Der Knabe erkrankte am 15. September 1928 ernsthaft, beklagte sich aber schon Anfang September über Kopfschmerzen. Er wurde nach dem 15. September ins Kantonsspital Luzern eingeliefert; sein Tod wurde am 21. September 1928 nach Rathausen gemeldet. Es wurde eine tuberkulöse Hirnhautentzündung diagnostiziert. Ein Treppensturz im Jahr 1929 kann ausgeschlossen werden.

## Aufarbeitung der Geschehnisse
Der Regierungsrat des Kantons Luzern beauftragte eine Kommission mit der Aufarbeitung der Vorgänge in den Kinderheimen des Kantons. Daraus resultierte der Bericht Kinderheime im Kanton Luzern im Zeitraum von 1930 – 1970 vom 31. Juli 2012.
Die Barmherzigen Schwestern vom heiligen Kreuz anerkennen heute, dass es zu Missbrauchsfällen in Heimen gekommen ist. Sie veröffentlichten am 23. Januar 2013 den Schlussbericht ihrer Expertenkommission Ingenbohler Schwestern in Kinderheimen.
Die Luzerner Synode als Parlament der römisch-katholischen Landeskirche bewilligte eine Studie, um die Vorgänge rund um die katholischen Heime im Kanton Luzern zu untersuchen: Das Buch Hinter Mauern. Fürsorge und Gewalt in kirchlich geführten Erziehungsanstalten im Kanton Luzern wurde im Frühjahr 2013 veröffentlicht.